# Adidas

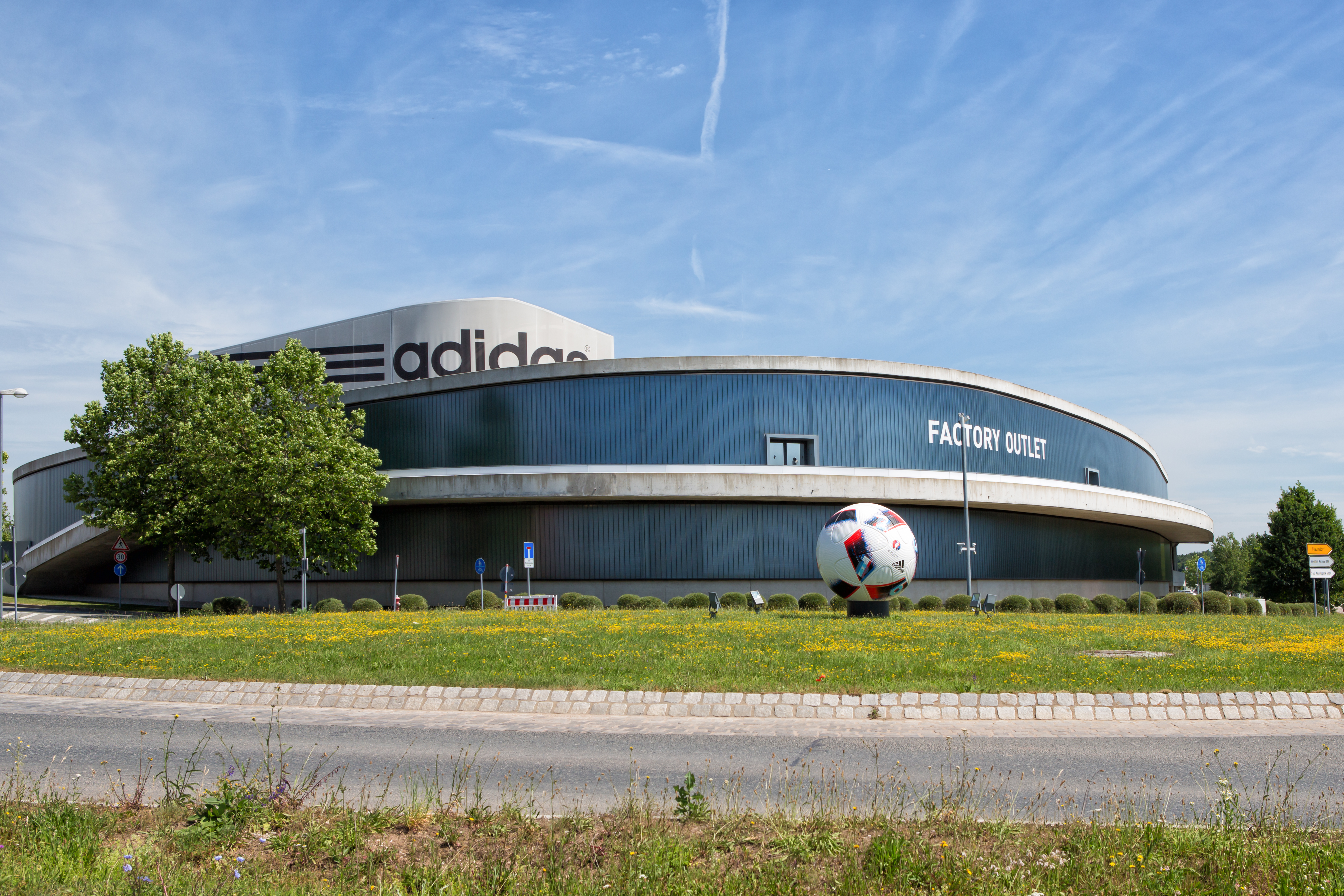
Fabryka Adidasa w Herzogenaurach

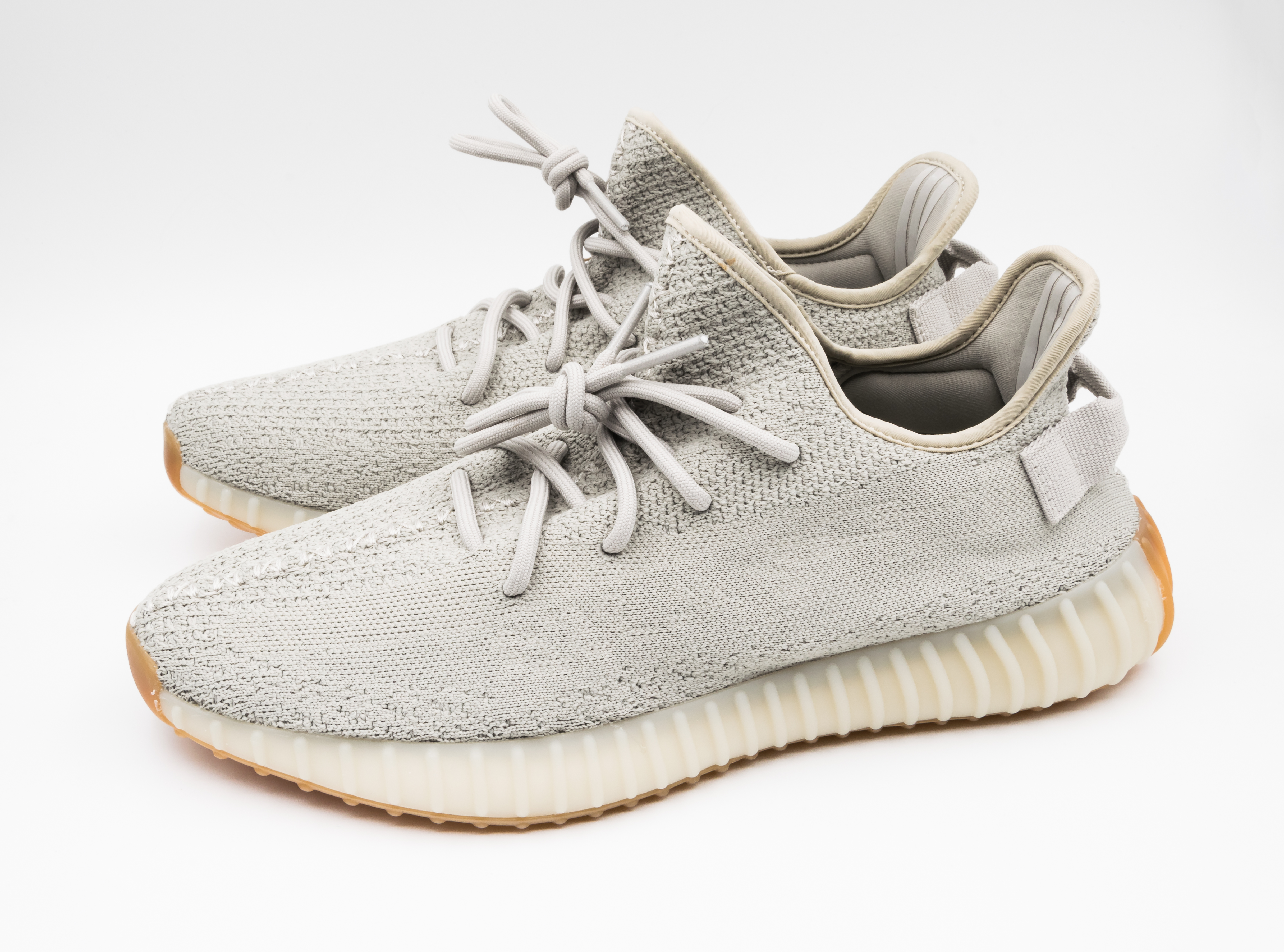
Buty Adidas Yeezy Boost 350 V2 Sesame

Adidas AG – niemieckie przedsiębiorstwo produkujące obuwie i odzież sportową, założone w 1924 przez braci Adolfa i Rudolfa Dasslerów w domu ich matki w Herzogenaurach jako Gebrüder Dassler Schuhfabrik (tłum. Fabryka obuwia braci Dassler).
Nazwa pochodzi od zdrobnienia imienia Adolfa („Adi”) i trzech pierwszych liter nazwiska („Das”). Firma jest podzielona na trzy części: Adidas Sport, Adidas Classic oraz Adidas Style. Znakiem firmy Adidas są trzy paski, które są umieszczane na ich produktach, np. na ramionach strojów piłkarskich. Firma Adidas wprowadziła na rynek lekkie buty futbolowe z wymiennymi kolcami (korkami). Poza obuwiem i odzieżą przedsiębiorstwo produkuje również sprzęt sportowy, np. rękawice i piłki. W 1970 Adidas wyprodukował piłkę Telstar na Mistrzostwa Świata w Piłce Nożnej 1970 w Meksyku, która została zaprojektowana w sposób pozwalający na jej lepszą widzialność w czarno-białej telewizji.

## Historia
Bracia Dassler produkowali buty sportowe. Z Gebrüder Dassler Schuhfabrik pochodziło obuwie Liny Radke zdobywczyni złotego medalu w biegu na 800 m podczas Letnich Igrzysk Olimpijskich w Amsterdamie w 1928, jak i obuwie czterokrotnego zdobywcy złotego medalu na Letnich Igrzyskach Olimpijskich w Berlinie w 1936 afroamerykanina Jesse Owensa. W ten sposób ugruntowała się renoma firmy.
W 1933 r. bracia Dassler wstąpili do NSDAP, od 1935 r. Adolf Dassler pełnił funkcję dyrektora sportowego w Hitlerjugend. W czasie II wojny światowej firma Dasslerów szyła buty dla Wehrmachtu.
W 1948 przedsiębiorstwo uległo podziałowi na 2 spółki akcyjne: Adidas AG i Puma AG. Adidas AG została zarejestrowana 18 sierpnia 1949. Od 1972 jej znakiem firmowym jest koniczynka, symbolizująca ducha igrzysk olimpijskich oraz połączenie 3 kontynentów, często jako samodzielne logo firmy występują również trzy paski. Po zakupie przez spółkę Adidas AG w 1997 francuskiej firmy produkującej odzież sportową, Salomon SA, zmieniono nazwę na Adidas-Salomon AG. W 2006 Adidas przejął spółkę Reebok. W tym samym roku spółka Salomon SA została sprzedana i w połowie 2006 powrócono do nazwy Adidas AG.
W 2011 Adidas po raz pierwszy połączył sport, ulicę i styl w kampanii „all in” (z udziałem Lionela Messiego, Davida Beckhama i Derricka Rose’a), oferując odzież i obuwie do każdego sportu, każdej mody i każdego stylu.
Logo firmy (trzy paski) nawiązuje do wzmocnienia buta z trzech wąskich skórzanych pasków. W takich butach, z potrójnym wzmocnieniem, Franz Beckenbauer sięgał po tytuł mistrzów świata zdobytego przez RFN w 1974, używając także dresu treningowego z trzema paskami.

## Krytyka
Przedsiębiorstwu zarzuca się wyzyskiwanie pracowników oraz wykorzystywanie pracy dzieci. Jest jednym z przedsiębiorstw z branży tekstylnej opisywanych w raporcie kampanii Play Fair 2008 na temat łamania praw pracowniczych i praw człowieka.

## Potoczne użycie nazwy
Z racji popularności marka Adidas uległa zjawisku pospolicenia. Niejednokrotnie zwyczajowo określa się jej mianem obuwie sportowe innych marek, używając liczby mnogiej charakterystycznej dla języka polskiego (adidasy). 